# Armida Barelli
Armida Barelli, née le 1er décembre 1882 à Milan et morte le 15 août 1952 à Marzio, est une tertiaire franciscaine italienne, connue pour avoir été la cofondatrice de l'université catholique de Milan. Elle est également à l'origine de l'Institut des Missionnaires du Règne du Christ. Elle est vénérée comme bienheureuse par l'Église catholique, et fêtée le 19 novembre. 

## Biographie
Armida Barelli est issue de la bourgeoisie milanaise, plutôt indifférente à la religion. Elle suit sa scolarité chez les Ursulines puis chez les Sœurs de la Sainte-Croix, où elle apprend les premiers éléments de la foi chrétienne. Ne se sentant ni appelée au mariage ni à la vie religieuse, elle décide de vivre en consacrée dans le monde. En 1909, elle fait vœu de chasteté.
L'année suivante, en 1910, Armida Barelli rencontre Agostino Gemelli, qui devient son directeur spirituel. C'est sous son impulsion qu'elle rejoint le Tiers-Ordre franciscain, et consacre ses journées au soin des prisonniers et des orphelins. En 1917, le cardinal Andrea Carlo Ferrari lui donne la tâche de lancer la Jeunesse féminine de l'Action catholique à Milan. Face au succès de l'entreprise, le  pape Benoît XV décide dès 1918  d'étendre ce mouvement au niveau national, et nomme Armida Barelli présidente. Elle occupa cette charge jusqu'en 1946.
Armida Barelli suit le P. Agostino Gemelli dans ses nombreux projets, notamment dans la fondation de l'université catholique du Sacré-Cœur de Milan, inaugurée en 1921. C'est aussi avec lui qu'elle participe à la fondation de l'Institut des Missionnaires de la Régalité du Christ, en 1919. En 1927, Armida Barelli fonde l'Œuvre de la Régalité, et voyage à travers toute l'Italie pour exhorter les fidèles catholiques à étendre l'influence du Christ dans toutes les souches de la société.
Touchée par des crises de paralysie, Armida Barelli termine sa vie dans la souffrance. Le bienheureux Alfredo Ildefonso Schuster, cardinal de Milan de l'époque, parlait d'elle en ces termes : "Le Seigneur perfectionne son joyau". Armida Barelli offre ses souffrances pour l'avancée du règne du Christ dans la société et dans les âmes. Elle meurt, âgée de 71 ans, dans la maison de famille à Marzio, le 15 août 1952. Depuis 1953, elle repose dans la crypte de la chapelle de l'université de Milan.

## Vénération

### Béatification

#### Enquête sur les vertus
La cause pour la béatification et la canonisation d'Armida Barelli débute en 1960 à Milan. L'enquête récoltant les témoignages sur sa vie se clôture en 1970, puis envoyée à Rome pour y être étudiée par la Congrégation pour la Cause des Saints. 
Après le rapport positif des différentes commissions sur la sainteté d'Armida Barelli, le pape Benoît XVI procède, le 1er juin 2007, à la reconnaissance de ses vertus héroïques, lui attribuant ainsi le titre de vénérable. 

#### Reconnaissance d'un miracle
En 2006 avait également débutée  l'enquête médicale sur une guérison dite miraculeuse, attribuée à l'intercession d'Armida Barelli. Il s'agit d'une femme italienne de 65 ans, en 1989, renversée par une camion, qui subit une importante commotion cérébrale. Les médecins prévoient des séquelles neurologiques graves et irréversibles. La famille de la blessée invoqua Armida Barelli, et contre toute attente, elle se rétablie sans séquelles, et put vivre normalement jusqu'à son décès, survenu en 2012
À la suite des avis positifs des différentes commissions scientifiques, reconnaissant le caractère inexplicable de ce rétablissement soudain et total, le dossier fut soumis à Rome. Le 20 février 2021, le pape François reconnaît authentique ce miracle attribué à l'intercession d'Armida Barelli, et signe le décret de sa béatification. 
Elle est solennellement proclamée bienheureuse le 30 avril 2022, au cours d'une messe pontificale célébrée par le cardinal Marcello Semeraro, dans le Dôme de Milan. Avec cours de cette même cérémonie, don Mario Ciceri a également été porté aux honneurs des autels.

#### Fête
La bienheureuse Armida Barelli est fêtée le 19 novembre, au rang de mémoire facultative.